# スカパノリンクス
スカパノリンクス（Scapanorhynchus）は、前期白亜紀から新第三紀中新世まで生息していた小型のサメである。ミツクリザメを近縁種に持つ。

## ミツクリザメとの関係
形態が酷似しているためミツクリザメをスカパノリンクスの1種に再分類しようとする研究者もいるが、歯やヒレの形状に差異があることから大半の研究者は別属と判断している。

## 形態
獲物の捕獲や肉塊の切断に適した扇形の鋭い歯や、細長く伸びて平坦な鼻先が特徴。最大の種であるS. texanus種は現代のミツクリザメのように3メートルに達する体格を誇っていたが、通常は1メートルに満たない小型のサメであった。現時点で発見されている最大の歯は、大西洋近海で発見されたもので7センチメートルに達する。